# Merouane Abdouni
Merouane Abdouni (Bordj El Kiffan, 27 marzo 1981) è un ex calciatore algerino, di ruolo portiere.

## Carriera

### Club
Ha sempre giocato nel campionato algerino.

### Nazionale
Con la Nazionale algerina ha partecipato alla Coppa d'Africa 2002.